# 柔道整復師養成施設
柔道整復師養成施設（じゅうどうせいふくしようせいしせつ）とは、柔道整復師学校養成施設指定規則に基づいて設立された柔道整復師を養成する施設のことであって、一般には柔道整復学校、「ほねつぎの学校」などと呼ばれる。

## 概要
- 3年制または4年制の専門学校、3年制短期大学、もしくは4年制大学である。
- 一部3年制の各種学校や、厚生労働省の認可を受けただけの3年制私設学校もある。
- 設置主体は大半が学校法人であるが、一部に財団法人、社団法人、医療法人などもある。
- 入所（入学）資格は高等学校卒業またはそれと同等以上の学校（旧制中学等）の修了者とされる。
- 学費は3年制の専門学校の場合、3年間で合計400万～500万円程度が一般的である。
- どの形態の施設でも、共通して柔道整復術と概括的な一般医学の修得を目的とした教育が行われる。

## 設備・教員・カリキュラム等
- 養成施設の設備やカリキュラムなどは、柔道整復師養成施設指定規則並びに柔道整復師養成施設指導要領[2]によって定められている。
- 大学および短期大学においては同指定規則・指導要領を参考に、大学設置基準に基づいて定められる。
- 養成施設における教員の資格についても同様である。別記柔道整復師教員の項目を参照

## 認定実技審査
- 養成施設で学ぶ学生は、修了（卒業）年次に認定実技審査の受審が義務づけられている。
- 認定実技審査は、国家試験における実技試験の廃止にともない、実技試験の代替措置として実施されるようになった。
- 認定実技審査は、財団法人柔道整復研修試験財団から派遣された認定実技審査員（学外審査員と自校審査員）によって審査される。
- 柔道整復実技と柔道実技の2科目について審査される。この審査は各養成施設の修了（卒業）判定に資するものとされており、不合格の場合、養成施設の卒業が留保されることがある。

## 臨床実習
- 臨床実習の実施が柔道整復師養成施設指導要領に定められているが、どの養成施設においても付属施術所に配当させる人員に乏しく満足のいく実習を実施するのに腐心しているとされる。
- 養成施設付属施術所以外の学外施設（教員資格を有する柔道整復師が営む接骨院や診療所、病院）などでの臨床実習は現時点では認められていない。

## 進路
- 資格取得後に接骨院勤務を経て8割は接骨院を自営するとされていたが近年は雇用されたい学生が多く見受けられる。
- 自営したい者は柔道整復師国家資格と共に鍼灸師や理学療法士の免許を取得し独自の強みを見出している。
- 接骨院以外の主な勤務先は、病院、整形外科医院、老人介護施設などである。介護保険の規定により、柔道整復師の資格で機能訓練指導員として働くことができる。また5年間の実務経験があれば、試験を受けて介護支援専門員となることができる。
- 民間スポーツ施設などに勤務する例もある。

## 養成施設の増加
- 従来、柔道整復師養成施設の新規開設は厚生省（当時、以下同）の行政指導により制限されていた。
- 平成10年8月福岡地裁において柔道整復師養成施設不指定処分取消請求事件の判決[3]が下され、以後、厚生省は養成施設指定規則さえ満たせば設置を認める方針に転換した。
- これにより他分野の専門学校や異業態からの参入が相次ぎ、養成施設は1998年の14校から2011年には108校に急増した。これにともない、以前は1000人強であった養成数も増加、現在では医師の養成数に匹敵する毎年約7000人以上が卒業する事態となっている。近い将来、柔道整復師の過剰[注釈 1]が予想され、それに伴う教育内容の低下や、就職困難、接骨院の乱立による経営の悪化が懸念されている。

## 養成施設一覧

### 大学
2022年現在、大学である柔道整復師養成施設は、募集停止校を除き13校存在する。
| 学校名           | 学部                 | 学科名                       | 専攻・コース               | 所在地             |
| ---------------- | -------------------- | ---------------------------- | -------------------------- | ------------------ |
| 帝京大学         | 医療技術学部         | 柔道整復学科                 |                            | 栃木県宇都宮市     |
| 上武大学         | ビジネス情報学部     | スポーツ健康マネジメント学科 | 柔道整復師コース           | 群馬県伊勢崎市     |
| 帝京平成大学     | 健康医療スポーツ学部 | 柔道整復学科                 | トレーナー・柔道整復コース | 千葉県市原市       |
| 了徳寺大学       | 健康科学部           | 整復医療・トレーナー学科     |                            | 千葉県浦安市       |
| 帝京科学大学     | 医療科学部           | 東京柔道整復学科             |                            | 東京都足立区       |
| 帝京平成大学     | ヒューマンケア学部   | 柔道整復学科                 | トレーナー・柔道整復コース | 東京都豊島区       |
| 東京有明医療大学 | 保健医療学部         | 柔道整復学科                 |                            | 東京都江東区       |
| 日本体育大学     | 保健医療学部         | 整復医療学科                 |                            | 神奈川県横浜市     |
| 帝京科学大学     | 医療科学部           | 柔道整復学科                 |                            | 山梨県上野原市     |
| 常葉大学         | 健康プロデュース学部 | 健康柔道整復学科             |                            | 静岡県浜松市       |
| 明治国際医療大学 | 保健医療学部         | 柔道整復学科                 |                            | 京都府南丹市       |
| 関西医療大学     | 保健医療学部         | ヘルスプロモーション整復学科 |                            | 大阪府泉南郡熊取町 |
| 宝塚医療大学     | 保健医療学部         | 柔道整復学科                 |                            | 兵庫県宝塚市       |
| 環太平洋大学     | 体育学部             | 健康科学科                   |                            | 岡山県岡山市       |
| 東亜大学         | 人間科学部           | スポーツ健康学科             | 柔道整復コース             | 山口県下関市       |

### 短期大学
2022年現在、短期大学である柔道整復師養成施設は、募集停止校を除き1校存在する。
| 学校名       | 学科名                                   | 修業年限 | 所在地       |
| ------------ | ---------------------------------------- | -------- | ------------ |
| 帝京短期大学 | ライフケア学科柔道整復専攻柔道整復コース | 3年制    | 東京都渋谷区 |

### 専修学校・各種学校
2022年現在、専修学校、または各種学校である柔道整復師養成施設は、募集停止校を除き89校存在する。

#### 北海道
| 学校名                           | 学科名         | 修業年限 | 所在地       |
| -------------------------------- | -------------- | -------- | ------------ |
| 札幌スポーツ＆メディカル専門学校 | 柔整科         | 3年制    | 北海道札幌市 |
| 札幌青葉鍼灸柔整専門学校         | 柔道整復学科   | 3年制    | 北海道札幌市 |
| 北海道ハイテクノロジー専門学校   | 柔道整復師学科 | 3年制    | 北海道恵庭市 |
| 北海道柔道整復専門学校           | 柔道整復科     | 3年制    | 北海道札幌市 |

#### 東北地方
| 学校名                       | 学科名                         | 修業年限 | 所在地       |
| ---------------------------- | ------------------------------ | -------- | ------------ |
| 八戸保健医療専門学校         | スポーツ柔整学科               | 3年制    | 青森県八戸市 |
| 盛岡医療福祉スポーツ専門学校 | 柔道整復学科                   | 3年制    | 岩手県盛岡市 |
| 赤門鍼灸柔整専門学校         | 柔道整復医療科                 | 3年制    | 宮城県仙台市 |
| 仙台医健・スポーツ専門学校   | 柔道整復科                     | 3年制    | 宮城県仙台市 |
| 仙台接骨医療専門学校         | 柔道整復科                     | 3年制    | 宮城県仙台市 |
| 東日本医療専門学校           | 柔道整復スポーツ科学科         | 3年制    | 宮城県仙台市 |
| 郡山健康科学専門学校         | メディカルスポーツ柔道整復学科 | 3年制    | 福島県郡山市 |
| 福島医療専門学校             | 柔整科                         | 3年制    | 福島県郡山市 |

#### 関東地方
| 学校名                           | 学科名                               | 修業年限 | 所在地           |
| -------------------------------- | ------------------------------------ | -------- | ---------------- |
| 育英メディカル専門学校           | 柔道整復学科                         | 3年制    | 群馬県前橋市     |
| 中央スポーツ医療専門学校         | 柔道整復科                           | 3年制    | 群馬県前橋市     |
| 大宮医療専門学院                 | 柔道整復師科                         | 3年制    | 埼玉県さいたま市 |
| さいたま柔整専門学校             | 柔道整復学科                         | 3年制    | 埼玉県さいたま市 |
| 呉竹医療専門学校                 | 柔道整復科                           | 3年制    | 埼玉県さいたま市 |
| 大川学園医療福祉専門学校         | 柔道整復学科                         | 3年制    | 埼玉県飯能市     |
| アルファ医療福祉専門学校         | 柔道整復学科                         | 3年制    | 東京都町田市     |
| 関東柔道整復専門学校             | 柔道整復師学科                       | 3年制    | 東京都立川市     |
| 首都医校                         | 柔道整復学科                         | 3年制    | 東京都新宿区     |
| 新宿医療専門学校                 | 柔道整復学科                         | 3年制    | 東京都新宿区     |
| 東京メディカル・スポーツ専門学校 | 柔道整復師科                         | 3年制    | 東京都江戸川区   |
| 東京医療専門学校                 | 柔道整復科                           | 3年制    | 東京都新宿区     |
| 東京医療福祉専門学校             | 柔道整復科                           | 3年制    | 東京都中央区     |
| 東京柔道整復専門学校             | 柔道整復科                           | 3年制    | 東京都練馬区     |
| 日本医学柔整鍼灸専門学校         | 柔道整復学科                         | 3年制    | 東京都新宿区     |
| 日本医療ビジネス大学校           | 柔道整復科                           | 3年制    | 東京都豊島区     |
| 日本健康医療専門学校             | 柔道整復学科                         | 3年制    | 東京都台東区     |
| 日本工学院八王子専門学校         | 柔道整復科                           | 3年制    | 東京都八王子市   |
| 日本柔道整復専門学校             | 柔道整復科                           | 3年制    | 東京都渋谷区     |
| 日本総合医療専門学校             | 柔道整復学科柔整スポーツ・ケアコース | 3年制    | 東京都荒川区     |
| 日本体育大学医療専門学校         | 整復健康学科（柔道整復コース）       | 3年制    | 東京都世田谷区   |
| 北豊島医療専門学校               | 柔道整復科                           | 3年制    | 東京都荒川区     |
| 了徳寺学園医療専門学校           | 柔整科                               | 3年制    | 東京都墨田区     |
| 横浜医療専門学校                 | 柔道整復師科                         | 3年制    | 神奈川県横浜市   |
| 呉竹鍼灸柔整専門学校             | 柔道整復科                           | 3年制    | 神奈川県横浜市   |
| 神奈川柔整鍼灸専門学校           | 柔道整復学科                         | 3年制    | 神奈川県横浜市   |

#### 中部地方
| 学校名                       | 学科名                                 | 修業年限 | 所在地           |
| ---------------------------- | -------------------------------------- | -------- | ---------------- |
| 新潟柔整専門学校             | 第一柔道整復師学科、第二柔道整復師学科 | 3年制    | 新潟県新潟市     |
| 北信越柔整専門学校           | 柔整科                                 | 3年制    | 石川県金沢市     |
| 信州スポーツ医療福祉専門学校 | 柔道整復学科                           | 3年制    | 長野県長野市     |
| 長野救命医療専門学校         | 柔道整復師学科                         | 3年制    | 長野県東御市     |
| 岐阜保健大学医療専門学校     | スポーツ健康学科柔道整復科             | 3年制    | 岐阜県岐阜市     |
| 静岡医療学園専門学校         | 柔道整復学科                           | 3年制    | 静岡県静岡市     |
| 専門学校中央医療健康大学校   | スポーツ柔整学科、柔整健康学科         | 3年制    | 静岡県静岡市     |
| 静岡東都医療専門学校         | 柔道整復学科                           | 3年制    | 静岡県伊豆の国市 |
| 専門学校浜松医療学院         | 柔道整復学科                           | 3年制    | 静岡県浜松市     |
| 中和医療専門学校             | 柔道整復科                             | 3年制    | 愛知県稲沢市     |
| 東海医療科学専門学校         | 柔道整復科                             | 3年制    | 愛知県名古屋市   |
| 米田柔整専門学校             | 柔道整復科                             | 3年制    | 愛知県名古屋市   |
| 名古屋医健スポーツ専門学校   | 柔道整復科                             | 3年制    | 愛知県名古屋市   |
| 名古屋医専                   | 柔道整復学科                           | 3年制    | 愛知県名古屋市   |
| 名古屋平成看護医療専門学校   | 柔道整復学科                           | 3年制    | 愛知県名古屋市   |

#### 近畿地方
| 学校名                         | 学科名                   | 修業年限 | 所在地         |
| ------------------------------ | ------------------------ | -------- | -------------- |
| ルネス紅葉スポーツ柔整専門学校 | 柔道整復科               | 3年制    | 滋賀県甲賀市   |
| 京都医健専門学校               | 柔道整復科               | 3年制    | 京都府京都市   |
| 関西医療学園専門学校           | 柔道整復学科             | 3年制    | 大阪府大阪市   |
| 近畿医療専門学校               | 柔道整復学科             | 3年制    | 大阪府大阪市   |
| 国際東洋医療学院               | 柔整学科                 | 3年制    | 大阪府岸和田市 |
| 森ノ宮医療学園専門学校         | 柔道整復学科             | 3年制    | 大阪府大阪市   |
| 大阪ハイテクノロジー専門学校   | 柔道整復スポーツ学科     | 3年制    | 大阪府大阪市   |
| 大阪医専                       | 柔道整復学科             | 3年制    | 大阪府大阪市   |
| 大阪行岡医療専門学校長柄校     | 整復科                   | 3年制    | 大阪府大阪市   |
| 大阪府柔道整復師会専門学校     | 柔道整復学科             | 4年制    | 大阪府大阪市   |
| 東洋医療専門学校               | 柔道整復師学科           | 3年制    | 大阪府大阪市   |
| 平成医療学園専門学校           | 柔道整復師科             | 3年制    | 大阪府大阪市   |
| 明治東洋医学院専門学校         | 柔整学科                 | 3年制    | 大阪府吹田市   |
| 履正社医療スポーツ専門学校     | 柔道整復学科             | 3年制    | 大阪府大阪市   |
| 関西健康科学専門学校           | スポーツ医療柔道整復学科 | 3年制    | 兵庫県芦屋市   |

#### 中国地方
| 学校名                         | 学科名                             | 修業年限 | 所在地       |
| ------------------------------ | ---------------------------------- | -------- | ------------ |
| 朝日医療大学校                 | 柔道整復学科                       | 3年制    | 岡山県岡山市 |
| 美作市スポーツ医療看護専門学校 | 柔道整復スポーツトレーナー学科     | 3年制    | 岡山県美作市 |
| IGL医療福祉専門学校            | 柔整学科                           | 3年制    | 広島県広島市 |
| MSH医療専門学校                | 柔道整復師・スポーツトレーナー学科 | 3年制    | 広島県広島市 |
| 朝日医療専門学校広島校         | 柔道整復学科                       | 3年制    | 広島県広島市 |

#### 四国地方
| 学校名               | 学科名       | 修業年限 | 所在地               |
| -------------------- | ------------ | -------- | -------------------- |
| 四国医療専門学校     | 柔道整復学科 | 3年制    | 香川県綾歌郡宇多津町 |
| 河原医療福祉専門学校 | 柔道整復師科 | 3年制    | 愛媛県松山市         |

#### 九州・沖縄地方
| 学校名                             | 学科名                         | 修業年限 | 所在地             |
| ---------------------------------- | ------------------------------ | -------- | ------------------ |
| 九州医療スポーツ専門学校           | スポーツ柔整学科               | 3年制    | 福岡県福岡市       |
| 九州医療スポーツ専門学校           | 柔道整復学科                   | 3年制    | 福岡県福岡市       |
| 福岡医健・スポーツ専門学校         | 柔道整復科                     | 3年制    | 福岡県福岡市       |
| 福岡医療専門学校                   | 柔道整復科                     | 3年制    | 福岡県福岡市       |
| 福岡天神医療リハビリ専門学校       | 柔道整復学科                   | 3年制    | 福岡県福岡市       |
| 九州医療専門学校                   | 柔道整復師科                   | 3年制    | 佐賀県鳥栖市       |
| こころ医療福祉専門学校             | スポーツ柔整科                 | 3年制    | 長崎県長崎市       |
| こころ医療福祉専門学校佐世保校     | スポーツ柔整科                 | 3年制    | 長崎県長崎市       |
| 長崎医療こども専門学校             | 柔道整復師科                   | 3年制    | 長崎県長崎市       |
| 大分医学技術専門学校               | 柔道整復師科                   | 3年制    | 大分県大分市       |
| 今村学園ライセンスアカデミー       | 柔道整復師トレーナー学科       | 3年制    | 鹿児島県鹿児島市   |
| 鹿児島第一医療リハビリ専門学校     | 柔道整復学科                   | 3年制    | 鹿児島県霧島市     |
| SOLA沖縄保健医療工学院             | 柔道整復師学科                 | 3年制    | 沖縄県宜野湾市     |
| 専門学校沖縄統合医療学院           | 柔道整復学科                   | 3年制    | 沖縄県浦添市       |
| 専門学校琉球リハビリテーション学院 | メディカルスポーツ柔道整復学科 | 3年制    | 沖縄県国頭郡金武町 |

### 特別支援学校
2022年現在、特別支援学校である柔道整復師養成施設は、募集停止校を除き1校存在する。
| 学校名                     | 学科名           | 修業年限 | 所在地       |
| -------------------------- | ---------------- | -------- | ------------ |
| 大阪府立大阪南視覚支援学校 | 専修部柔道整復科 | 3年制    | 大阪府大阪市 |